# Kalium-tert-butanolat
Kalium-tert-butanolat ist das Alkoholatsalz aus tert-Butanol und Kalium. Es ist eine starke nicht-nukleophile Base, die sowohl in Lösung als auch als Feststoff kommerziell erhältlich ist.

## Darstellung
Die Darstellung von Kalium-tert-butanolat erfolgt nach der gewöhnlichen Prozedur zur Herstellung von Alkoholaten. Es kann in Abwesenheit von Wasser unter Schutzgas durch Umsetzung von elementarem Kalium mit tert-Butanol nach folgender Gleichung hergestellt werden:
{\displaystyle {\ce {2(CH3)3C-OH + 2K ->2(CH3)3C-OK + H2 ^}}}
Die erhaltene Lösung von Kalium-tert-butanolat in tert-Butanol kann entweder direkt verwendet oder das Lösungsmittel entfernt werden.
Da Kalium-tert-butanolat schneller altert (erkennbar an einer gelblichen Verfärbung), wird bei älteren Chargen empfohlen, diese vor Gebrauch zu reinigen. Dies geschieht durch Sublimation bei 220 °C und einem Druck von 1,3 hPa.

## Eigenschaften
Kalium-tert-butanolat ist ein leicht entzündbarer, weißer Feststoff, der heftig mit Wasser reagiert. Er besitzt eine Zündtemperatur von 360 °C und ist schon durch kurze Flammeneinwirkung entzündlich. Die Entzündlichkeit erhöht sich mit einer feineren Verteilung des Stoffes. Sehr feines Pulver kann sich an der Luft selbst entzünden.
Die Base kann teils heftig mit kurzkettigen Alkoholen und Ketonen, Estern, Diethylsulfat und Luft reagieren.
Kalium-tert-butanolat weist eine höhere Basizität als die homologen Alkoholate von 1-Butanol, 2-Butanol und Isobutanol. Dies ist auf den höheren +I-Effekt des tert-Butylrests zurückzuführen.

## Verwendung
In der organischen Synthese wird Kalium-tert-Butanolat als starke, nicht-nukleophile Base eingesetzt. Die geringe Nukleophilie ist eine Folge der hohen sterischen Hinderung des Alkoholats durch den sterisch anspruchsvollen tert-Butylrest. Hingegen eignet sie sich zur Deprotonierung C,H-acider Verbindungen und zur Dehydrohalogenierung.
In Lösung bildet Kalium-tert-butanolat komplexe Strukturen aus, was zu einer Herabsetzung seiner Reaktivität führt. Diese Strukturen können durch Zugabe von DMSO aufgebrochen werden.
In Mischung mit Lithiumalkylen wird Kalium-tert-butanolat als Schlosser-Base bezeichnet, wodurch die Basizität erhöht wird.